# Danny Brown (rappeur)
Pour les articles homonymes, voir Danny Brown et Brown.
Danny Brown, de son vrai nom Daniel Dewan Sewel, né le 16 mars 1981 à Détroit dans le Michigan, est un rappeur américain. Il est connu pour son authenticité, étant décrit par MTV comme l'« uns des rappeurs les plus uniques de ces dernières années ». En 2010, après plusieurs mixtapes, Brown publie son premier album, The Hybrid. Brown se popularise grâce à son deuxième album XXX publié en 2011 l'année de ses 30 ans (en anglais thirty years et XXX anni en chiffres romains et latin), bien accueilli par la presse spécialisée telles que le magazine Spin et Metro Times. En 2013, il atteint les classements Billboard avec son troisième album Old.

## Biographie

### Jeunesse et débuts (1981–2009)
Dewan Sewell est né le 16 mars 1981 à Détroit, d'une mère âgée de 18 ans et d'un père d'origine philippine âgé de 16 ans,. Dès son plus jeune âge, sa mère lui lit les livres du Dr. Seuss, d'où son talent pour les rimes. D'ailleurs, dès qu'il commence à parler, Brown fait des rimes.
Son père, qui est DJ de house et de ghettotech, lui fait découvrir la musique. Danny Brown déclare que, du plus loin qu'il s'en souvienne, il a toujours voulu être rappeur Ses parents font tout pour le tenir à l'écart de la rue et de la criminalité, ne le laissant pas beaucoup sortir de la maison et lui offrant de nombreux jeux vidéo. Ses deux grand-mères sont également très présentes, aidant financièrement la famille de Brown.
À l'âge de 18 ans, ses parents se séparent et Brown devient dealer. Malgré son intention d'arrêter cette activité dès qu'il aurait des démêlés avec la justice, il continue, après sa première arrestation, ayant pris goût à ce style de vie. Il est alors âgé de 19 ans. Il est arrêté une seconde fois pour interdiction de flâner et possession de cannabis, violant ainsi sa liberté conditionnelle. Il s'échappe, terrifié à l'idée d'aller en prison, ne se présente pas au tribunal et reste en fuite pendant cinq ans. Il décide alors d'étudier sérieusement la musique et d'essayer de devenir rappeur. Prenant sa passion au sérieux, il commence sa carrière dans un groupe de hip-hop, Rese'vor Dogs, aux côtés des rappeurs Chips et Dopehead. En 2003, le trio publie un album indépendant intitulé Runispokets-N-Dumpemindariva chez Ren-a-Sance Entertainment et F.B.C. Records. Durant l'été, leur single Yes est diffusé assez largement sur les radios de Détroit. Il est finalement rattrapé par la justice et condamné à huit mois de prison. Il est libéré en 2007. Ayant travaillé ses compétences musicales et surtout son talent de parolier, il est remarqué par l'A&R Tavis Cummings de Roc-A-Fella Records et commence à travailler en studio à New York avec d'autres artistes. Le succès n'étant pas au rendez-vous, Danny Brown retourne à Détroit où il rejoint le producteur Nick Speed.

### The Hybrid(2010)
En 2010, Brown se lie d'amitié avec Tony Yayo, de G-Unit, et tous deux enregistrent la mixtape Hawaiian Snow. Des rumeurs laissent entendre que Brown pourrait signer sur le label de 50 Cent, G-Unit Records, mais le style vestimentaire (jeans ajustés et garde-robe vintage) de l'artiste ne correspond pas à l'image de G-Unit.
Après avoir publié une série de mixtapes auto-produites, Danny Brown sort son premier album studio indépendant, The Hybrid, sur le label Rappers I Know. C'est dans cet opus que le rappeur commence à expérimenter ce qui deviendra sa marque de fabrique, sa voix haut perchée. C'est également pour cette raison que l'album s'intitule The Hybrid. La même année, Brown signe un contrat avec le label indépendant de Brooklyn, Fool's Gold Records.

### XXX(2011)
Le succès commercial et critique arrive avec l'album XXX, diffusé en téléchargement gratuit. Acclamé par les critiques, l'opus est classé à la première place des « 40 meilleurs albums de rap de l'année 2011 » par le magazine Spin. Pitchfork lui octroie la note de 8,2 sur 10 louant l'originalité du rappeur, et classe XXX à la 19e place des « 50 meilleurs albums de 2011 ». Le 1er novembre 2011, Brown publie un EP en collaboration avec le producteur Black Milk, Black and Brown!. Le 28 novembre, publie le clip de Blunt After Blunt, réalisé par le rappeur A$ap Rocky, qui y fait également un caméo.

### Old(2012–2014)

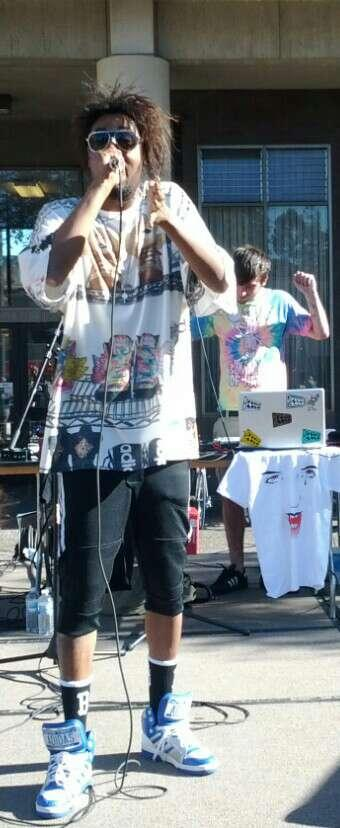
Brown, sur scène en 2012.

En mars 2012, Brown part en tournée avec Childish Gambino. Au printemps, il est en couverture du magazine XXL parmi les freshmen de l'année 2012 aux côtés d'Hopsin, French Montana, MGK, Iggy Azalea, Roscoe Das, Future, Kid Ink, Macklemore et Don Trip. En août, des rumeurs laissent entendre que Brown travaillerait sur un nouvel album produit par Johnson&Jonson. Ces rumeurs sont démenties par le rappeur qui indique que cet album a déjà été diffusé gratuitement en 2010, sous le titre It's a Art. Le même mois, il se produit au 13e Gathering of the Juggalos. Brown travaille ensuite avec Scion A/V sur la réalisation d'un projet avec d'autres artistes (les rappeurs Dopehead, CHIP$, TrplBlk Mandingo, Zelooperz et le producteur SKYWLKR), sous le nom de Bruiser Brigade. Un EP éponyme de quatre titres sort le 19 septembre. En octobre, Danny Brown fait un featuring, aux côtés de Raekwon, Joell Ortiz et Pusha T, sur Tick, Tock, un morceau extrait de la bande originale du film de RZA, L'Homme aux poings de fer. Le 24 octobre, le rappeur révèle, via Twitter, que son prochain album s'appellera ODB.
De septembre à novembre, il participe à la tournée d'A$AP Rocky, le LONGLIVEA$AP Tour, aux côtés de Schoolboy Q et de l'A$AP Mob. En décembre, Brown annonce que l'album ODB est terminé. Il déclare que cet opus ne sera pas aussi humoristique que XXX mais que les gens seront surpris du résultat. Le 17 décembre, lors d'une interview avec Pitchfork, Brown révèle que son album s'appellera finalement Old et qu'A$ap Rocky, Schoolboy Q, Ab-Soul, Kitty et Purity Ring y participeront.
Le 1er mars 2013, Brown et le producteur Baauer annoncent une tournée commune, le Worst of Both Worlds Tour, pour le mois d'avril, lors de laquelle ils se produiront au Coachella Festival. Le 18 mars, le rappeur annonce, via Twitter, que l'album Old devrait sortir à la mi-août. Le 23 mars, Paul Rosenberg révèle que Danny Brown a signé un contrat chez Goliath Artists qui gère déjà la carrière d'artistes comme Eminem, The Alchemist, Blink-182 ou encore Action Bronson avec qui Brown a déjà collaboré. En juin, un premier extrait de l'album est dévoilé, Kush Coma, avec la participation d'A$ap Rocky. Le 12 août, Brown indique, via Twitter, qu'il a l'impression que son album n'est pas une priorité pour Fool's Gold Records, à la suite de quoi, A-Trak, le fondateur du label, annonce que l'album sera publié très prochainement et qu'un clip est en préparation.
Old est finalement publié le 8 octobre, suivi d'une tournée avec A-Trak au mois de novembre. L'opus est acclamé par la critique, Metacritic lui attribuant la note de 83/100. Le magazine Complex le classe à la 5e place des « 50 meilleurs albums de 2013 », Pitchfork à la 5e place du « top des 50 albums de l'année », XXL à la 9e place des « 25 meilleurs albums de 2013 », Spin à la 12e place des « 50 meilleurs albums de 2013 » et Rolling Stone à la 17e place des « 50 meilleurs albums de 2013 ».
En avril 2014, Hot Soup, l'une des premières mixtapes de Brown, est rééditée en double LP accompagnée de 7 titres bonus. Il est également publié en CD accompagné d'un autre contenant les pistes instrumentales. Hormis Hot Soup, publie également Old en double LP et en coffret. Le 25 avril 2014, Brown participe au Arsenio Hall Show, dans lequel il fait la promotion de son album Old en y jouant le single Dip,. Le 10 juillet 2014, Danny Brown joue avec Macklemore et Ryan Lewis devant 37 500 personnes au Marlay Park, de Dublin, en Irlande. Les 11 et 12 juillet, Brown joue devant 100 000 fans dans un concert d'Eminem à guichet fermé au Wembley Stadium de Londres, en Angleterre. En novembre 2014, Brown participe à la chanson Detroit vs. Everybody avec Eminem, Royce da 5'9", Trick-Trick, DeJ Loaf et Big Sean, extraite de la compilation Shady XV.

### Ouvrage etAtrocity Exhibition(2014-2016)
En octobre 2014, Brown annonce travailler sur un nouvel album. En janvier 2015, Brown annonce également travailler sur un ouvrage pour enfants inspiré par Dr. Seuss et sa fille de 13 ans : « Ca parle entièrement de l'estime de soi des filles noires », explique-t-il à la chaîne de radio Triple J,. En avril 2015, Brown explique concernant son album, avoir presque terminé.
En 2016, sort son quatrième album Atrocity Exhibition, qui contient des featuring avec Petite Noire, Kendrick Lamar, Ab-Soul, Earl Sweatshirt et B-Real. L'album est salué par la critique et le site Pitchfork lui donne la note de 8,5/10, soulignant la richesse des paroles pour les morceaux Rolling Stone et Ain't It Funny. Ce dernier morceau sera d'ailleurs utilisé dans la bande annonce du jeu vidéo Rage 2.

### U Know What I'm Sayin?(2017-2020)
En 2017, Brown révèle durant une interview avec Complex qu'il travaille déjà sur son prochain album. Son 5e album U Know What I'm Sayin? (stylisé uknowhatimsayin¿) sort en 2019 sur le label Warp (label à l'origine d'artistes électroniques tels qu'Aphex Twin et Squarepusher). L'album contient des featuring tels que JPEGMAFIA, Run The Jewels, Obongjayar et Blood Orange mais est aussi produit par Q-Tip, Thundercat, Flying Lotus, Paul White, JPEGMAFIA et Standing on the Corner.
L'album sera unanimement salué par la critique, et figurera dans de nombreux classements de meilleurs albums sortis cette année-là,,,.
Toujours en 2019, Danny Brown fait des apparitions dans divers médias tels que The Eric Andre Show dans lequel il participe a une parodie du show Ninja Warrior avec d'autres rappeurs ou encore Grand Theft Auto Online, dans lequel il incarne un présentateur radio aux côtés de Skepta.
Durant la crise du Covid-19, Brown lancera sa chaîne Twitch dans laquelle il joue à divers jeux-vidéos.

### Podcast, Scaring the HoesetQuaranta(2021- 2024)
En 2022, Brown lance son podcast The Danny Brown Show dans lequel chaque semaine il donne avec humour son point de vue sur des sujets divers et variés.
Au début de l'année 2023, le rappeur JPEGMAFIA annonce sur ses réseaux qu'il travaille sur un album en commun avec Brown. En février de la même année, ce dernier l'invite dans son podcast dans lequel ils annoncent le nom de l'album: Scaring the Hoes, Vol.1 et font écouter en exclusivité mondiale leur premier single Lean Beef Patty, titre faisant reference à une influenceuse bodybuildeuse américaine.
En mars 2023, l'album sort sur les plateformes de streaming finalement sous le nom de Scaring the Hoes. L'album recevra également des critiques très positives de la part des médias avec une note moyenne de 86/100 selon Metacritic et figurera dans les classements des meilleurs albums de l'année dont la 19e place dans le classement Rolling Stone.
Au même moment, Brown décide d'entamer une cure de désintoxication contre son alcoolisme. Il annoncera en juin, pendant la tournée Scaring the Hoes Tour, qu'il est sobre depuis plus de 3 mois. En juillet, 4 nouveaux morceaux toujours issus du projet commun avec JPEGMAFIA sortent en tant qu'EP sous le nom Scaring the Hoes: DLC Pack. En mars 2024, Danny fera un post sur son Instagram indiquant qu'il est sobre depuis maintenant 1 an.
En octobre 2023, Danny Brown annonce son sixième album Quaranta et sort le premier single Tantor. L'album sort en novembre, toujours sur le label Warp, et est encore une fois reçu positivement par la critique, beaucoup le considérant comme son album le plus personnel. L'album obtient une moyenne de 82/100 sur Metacritic.
Il annonce une tournée pour soutenir la sortie de son album qui aura lieu en 2024 en Europe ainsi qu'aux Etats-Unis.

## Discographie

### Albums studio
- 2010 : The Hybrid
- 2011 : XXX
- 2013 : Old
- 2016 : Atrocity Exhibition
- 2019 : U Know What I'm Sayin?
- 2023 : Quaranta

### Albums collaboratifs
- 2023 : Scaring the Hoes (avec JPEGMAFIA)

### EPs
- 2011 : Black and Brown! (avec Black Milk)
- 2012 : The OD EP
- 2023 : Scaring the Hoes: DLC Pack (avec JPEGMAFIA)

### Mixtapes
- 2007 : Detroit State of Mind
- 2008 : Hot Soup
- 2008 : Detroit State of Mind 2
- 2008 : Detroit State of Mind 3
- 2010 : Detroit State of Mind 4
- 2010 : Browntown
- 2010 : It's a Art (avec Johnson&Jonson)
- 2010 : The Hybrid: Cutting Room Floor
- 2010 : Hawaiian Snow (avec Tony Yayo)